# Поль, Игорь Владимирович
И́горь Влади́мирович Поль (род. 9 августа 1963, Красноярск, РСФСР) — российский писатель-фантаст. Работает в жанрах «боевая фантастика»,«социальная фантастика» .

## Биография
Родился 9 августа 1963 года в Красноярске. Окончил Сибирский Технологический Институт по специальности инженер-экономист. Служил в Дивизии им. Дзержинского (ОМСДОН). После распада СССР работал программистом, занимался предпринимательством. Писать начал в 2004 году. Первый роман закончил весной 2005 года. Сотрудничал с издательствами «Альфа-Книга» и «ЭКСМО». В настоящее время публикуется на портале «Автор Тудей». Интересуется историей вооруженных конфликтов в Юго-Восточной Азии середины двадцатого века. Любит блюз и рок-музыку конца шестидесятых. Увлекается плаванием.